# Сату-Ноу (Телеорман)
Сату-Ноу (рум. Satu Nou) — село у повіті Телеорман в Румунії. Входить до складу комуни Дідешть.
Село розташоване на відстані 98 км на захід від Бухареста, 45 км на північний захід від Александрії, 86 км на схід від Крайови.

## Населення
За даними перепису населення 2002 року у селі проживали 513 осіб, усі — румуни. Всі жителі села рідною мовою назвали румунську.